# Sybra postscutellaris
Sybra postscutellaris là một loài bọ cánh cứng trong họ Cerambycidae.